# 谷本啓司
谷本 啓司（たにもと けいじ、1966年7月15日 - ）は、日本の農学研究者。農学博士。筑波大学教授。福岡県出身。専門はゲノム情報生物学の研究。

## 略歴
1966年生まれ。福岡県出身。1985年福岡県立京都高等学校卒業。1989年筑波大学第2群農林学類卒業。同年、同大学農学研究科博士課程応用生物化学。1994年同大学同研究科博士課程修了。農学博士取得。2012年から同大ゲノム情報生物学研究室の教授に就任。

## 所属学会
- 日本エピジェネティクス研究会
- 日本分子生物学会
- 日本生化学会
- 日本高血圧学会
- American Society for Microbiology協会
- 日本実験動物学会[4]

## 研究活動
1993年〜1994年に日本学術振興会特別研究員、1994年〜1997年に筑波大学応用生物化学系に講師として携わる。また、その間、1996年〜1997年に、日本学術振興会より、海外の中核的研究拠点への派遣研究者として活動。1997年〜1998年に、ノースウェスタン大学博士研究員、1999年〜2000年まで同大学研究助教授に就任。2000年10月〜2003年3月まで筑波大学先端学際領域研究（TARA）センター講師、2003年〜2004年に同大学応用生物化学系助教授、2007年〜2012年に同大学大学院生命環境科学研究科准教を経て、2012年1月に、同大学生命環境系教授に就任。

## 書籍
- 『発生工学によるレニン・アンジオテンシン系の新しいアプローチ』（共著:柳内和幸、深水昭吉、村上和雄、【血管と内皮】（メディカルレビュー社、1995-01）
- 『βグロビン遺伝子の発現制御機構～２次元から３次元へ～』（【化学と生物】（今日の話題）, 2005-09）
- 『遺伝情報の発現制御 (Gene Control) 転写機構からエピジェネティクスまで』（メディカル・サイエンス・インターナショナル、2012-02）

## 受賞
- 1996年2月 - つくば賞、受賞。
『つくば高血圧マウスとつくば低血圧マウスの創作とその解析』（筑波大学 応用生物化学系教授:村上和雄、助教授:宮崎均、同:深水昭吉、講師:谷本啓司、基礎医学系助教授:八神健一、助手:杉山文博）
- 1996年4月 - 内藤記念海外研究留学助成金。

## 寄稿
- 「RAAS遺伝子の転写制御機構 -人工染色体導入マウスを用いたin vivo解析-」深水昭吉と共著『日本臨牀』70巻9号（日本臨牀社、2012年9月）